# Kanton Saint-Jean-de-Monts
Der Kanton Saint-Jean-de-Monts ist seit 1790 ein französischer Wahlkreis im Arrondissement Les Sables-d’Olonne, im Département Vendée und in der Region Pays de la Loire; sein Hauptort ist Saint-Jean-de-Monts.

## Gemeinden
Der Kanton besteht aus 14 Gemeinden mit insgesamt 42.524 Einwohnern (Stand: 1. Januar 2022) auf einer Gesamtfläche von 392,70 km²:
| Gemeinde                   | Einwohner 1. Januar 2022 | Fläche km² | Dichte Einw./km² | Code INSEE | Postleitzahl |
| -------------------------- | ------------------------ | ---------- | ---------------- | ---------- | ------------ |
| Barbâtre                   | 1.790                    | 12,47      | 144              | 85011      | 85630        |
| Beauvoir-sur-Mer           | 3.955                    | 35,19      | 112              | 85018      | 85230        |
| Bouin                      | 2.169                    | 51,31      | 42               | 85029      | 85230        |
| L’Épine                    | 1.643                    | 8,95       | 184              | 85083      | 85740        |
| La Barre-de-Monts          | 2.356                    | 27,81      | 85               | 85012      | 85550        |
| La Guérinière              | 1.335                    | 7,82       | 171              | 85106      | 85680        |
| Le Perrier                 | 2.210                    | 33,22      | 67               | 85172      | 85300        |
| Noirmoutier-en-l’Île       | 4.502                    | 19,59      | 230              | 85163      | 85330        |
| Notre-Dame-de-Monts        | 2.293                    | 20,62      | 111              | 85164      | 85690        |
| Notre-Dame-de-Riez         | 2.179                    | 14,62      | 149              | 85189      | 85270        |
| Saint-Gervais              | 2.752                    | 41,90      | 66               | 85221      | 85230        |
| Saint-Jean-de-Monts        | 8.809                    | 61,72      | 143              | 85234      | 85160        |
| Saint-Urbain               | 1.996                    | 16,39      | 122              | 85273      | 85230        |
| Soullans                   | 4.535                    | 41,09      | 110              | 85284      | 85300        |
| Kanton Saint-Jean-de-Monts | 42.524                   | 392,70     | 108              | 8516       | –            |

Bis zur landesweiten Neugliederung der Kantone im März 2015 bestand der Kanton Saint-Jean-de-Monts aus den fünf Gemeinden La Barre-de-Monts, Le Perrier, Notre-Dame-de-Monts, Saint-Jean-de-Monts und Soullans. Sein Zuschnitt entsprach einer Fläche von 184,46 km2. Er besaß vor 2015 einen anderen INSEE-Code als heute, nämlich 8529.

## Bevölkerungsentwicklung
| 1962   | 1968   | 1975   | 1982   | 1990   | 1999   | 2010   |
| ------ | ------ | ------ | ------ | ------ | ------ | ------ |
| 10.976 | 11.486 | 12.080 | 12.475 | 13.596 | 15.155 | 18.172 |